# Sapromyza laticincta
Sapromyza laticincta är en tvåvingeart som beskrevs av Shatalkin 1999. Sapromyza laticincta ingår i släktet Sapromyza och familjen lövflugor. Inga underarter finns listade i Catalogue of Life.